# Har Varda
Har Varda (hebrejsky: הר ורדה, doslova „Růžová hora“, arabsky: تل وردة, Tal Wardi) je hora sopečného původu o nadmořské výšce 1226 metrů na Golanských výšinách, na syrském území od roku 1967 obsazeným Izraelem. Jde o nejvyšší vrchol na Golanských výšinách, mimo masiv Hermonu.
Nachází se v severovýchodní části Golanských výšin, 25 kilometrů severovýchodně od města Kacrin a 6 kilometrů jihovýchodně od města Madždal Šams, cca 2 kilometry od linie izraelské kontroly. Na jihozápadním úbočí hory se rozkládá drúzské město Buk'ata. Povrch hory je odlesněný a z velké části zemědělsky využívaný.
Har Varda je součástí pásu vrcholů sopečného původu, které lemují východní okraj Golanských výšin. Severně odtud na něj navazuje hora har Kramim, na jejímž severním úbočí leží jezero Ram.